# Sixième district congressionnel de la Louisiane
Le 6e district congressionnel de la Louisiane est un district de l'État américain de Louisiane. Situé dans le centre-sud de la Louisiane, le district contient la majeure partie de la capitale de l'État de Baton Rouge, la majeure partie de la banlieue de Baton Rouge et se poursuit vers le sud jusqu'à Thibodaux. Il comprend également les rives ouest du Lac Pontchartrain.
Le district est actuellement représenté par le Républicain Garret Graves.

## Histoire
Depuis la création du 6e district, ses limites ont migré d'une position à cheval sur le Fleuve Mississippi à complètement à l'est du fleuve Mississippi et plus récemment à nouveau à cheval sur le fleuve.
Pendant des décennies avant 1974, le district coïncidait pratiquement avec les Paroisses de Floride. En 1974, le 6e district a transféré la Paroisse de St. Tammany au 1er district, et depuis lors, plusieurs redécoupages ont progressivement déplacé les limites du district vers l'ouest afin qu'il ait perdu les paroisses de Washington et de Tangipahoa (y compris Hammond, domicile de James H. Morrison, qui a représenté le district pendant 24 ans, le plus long mandat de quiconque à représenter le district) au 1er district.
Pendant la majeure partie de son existence, les lignes du district suivaient généralement les lignes paroissiales. Dans le redécoupage des années 1990, cependant, la plupart des électeurs noirs du district ont été transférés dans le 4e district à majorité noire. Ces lignes, cependant, ont été rejetées en 1995 lorsque le 4e a été jugé comme un gerrymander racial inconstitutionnel, et de 1996 à 2013, le 6e comprenait tout Baton Rouge. Après le redécoupage de 2010, une entaille dans l'ouest de Baton Rouge, y compris la plupart des quartiers noirs de la ville, a été transférée au 2e district basé à la Nouvelle-Orléans.
À la suite d'une décision de justice annulant la carte du congressionnelle de Louisiane de 2022 pour violation du Voting Rights Act, une nouvelle carte adoptée par une session législative extraordinaire le 22 janvier 2024 a démantelé le district et s'étendait de la Paroisse de Caddo dans le nord-ouest à la Paroisse d'East Baton Rouge, et comprendra une population majoritairement afro-américaine en âge de voter.

## Historique de vote

### Résultats sous les frontières actuelles (2023 - 2025)
| Année | Poste     | Résultats              |
| ----- | --------- | ---------------------- |
| 2000  | Président | Bush 55,0 % – 43,0 %   |
| 2004  | Président | Bush 59,0 % – 40,0 %   |
| 2008  | Président | McCain 57,0 % – 41,0 % |
| 2012  | Président | Romney 66,0 % – 32,0 % |
| 2016  | Président | Trump 65,0 % – 31,0 %  |
| 2020  | Président | Trump 64,0 % – 34,0 %  |

### Résultats sous les futurs frontières (depuis 2025)[1]
| Année | Poste                    | Résultats                 |
| ----- | ------------------------ | ------------------------- |
| 2016  | Président                | Clinton 58,0 %– 39,0 %    |
| 2016  | Sénat                    | Campbell 54,0 % – 44,0 %  |
| 2016  | Sénat (Second Tour)      | Campbell 60,0 % – 40,0 %  |
| 2019  | Gouverneur               | Edwards 64,0 % – 36,0 %   |
| 2019  | Gouverneur (Second Tour) | Edwards 68,0 % – 32,0 %   |
| 2019  | Lieutenant Gouverneur    | Nungesser 51,0 % – 49,0 % |
| 2019  | Procureur Générale       | Jackson 51,0 % – 49,0 %   |
| 2020  | Président                | Biden 59,0 % – 39,0 %     |
| 2020  | Sénat                    | Perkins 54,0 % – 43,0 %   |
| 2022  | Sénat                    | Chambers 52,0 % – 46,0 %  |

## Liste des Représentants du district
| Membre                          | Parti       | Années                          | Congrès     | Histoire électorale | Zone géographique |
| ------------------------------- | ----------- | ------------------------------- | ----------- | --- | ----------------- |
| District établit le 4 mars 1875 |             |                                 |             | |                   |
| Charles E. Nash (en)            | Républicain | 4 mars 1875 - 3 mars 1877       | 44e         | Élu en 1874. Perds sa réélection. |                   |
| Edward White Robertson (en)     | Démocrate   | 4 mars 1877 - 3 mars 1883       | 45e - 47e   | Élu en 1876. Réélu en 1878. Réélu en 1880. Perds sa renomination. |                   |
| Edward Taylor Lewis (en)        | Démocrate   | 4 mars 1883 - 3 mars 1885       | 48e         | Élu pour terminer le mandat de Représentant-élu Andrew Herron. Perds sa renomination. |                   |
| Alfred Briggs Irion (en)        | Démocrate   | 4 mars 1885 - 3 mars 1887       | 49e         | Élu en 1884. Perds sa renomination. |                   |
| Edward White Robertson (en)     | Démocrate   | 4 mars 1887 - 2 août 1887       | 50e         | Élu en 1886. Décès. |                   |
| Vacant                          | Vacant      | 2 août 1887 - 5 décembre 1887   | 50e         | |                   |
| Samuel Matthews Robertson (en)  | Démocrate   | 5 décembre 1887 - 3 mars 1907   | 50e - 59e   | Élu pour terminer le mandat de son père. Réélu en 1888. Réélu en 1890. Réélu en 1892. Réélu en 1894. Réélu en 1896. Réélu en 1898. Réélu en 1900. Réélu en 1902. Réélu en 1904. Perds sa renomination.                                  |                   |
| George Kent Favrot (en)         | Démocrate   | 4 mars 1907 - 3 mars 1909       | 60e         | Élu en 1906. Perds sa renomination. |                   |
| Robert Charles Wickliffe        | Démocrate   | 4 mars 1909 - 11 juin 1912      | 61e , 62e   | Élu en 1908. Réélu en 1910. Décès. |                   |
| Vacant                          | Vacant      | 11 juin 1912 - 5 novembre 1912  | 62e         | |                   |
| Lewis Lovering Morgan (en)      | Démocrate   | 5 novembre 1912 - 3 mars 1917   | 62e - 64e   | Élu pour terminer le mandat de Wicklife. Réélu en 1914. Retrait. |                   |
| Jared Young Sanders (en)        | Démocrate   | 4 mars 1917 - 3 mars 1921       | 65e , 66e   | Élu en 1916. Réélu en 1918. Retrait. |                   |
| George Kent Favrot (en)         | Démocrate   | 4 mars 1921 - 3 mars 1925       | 67e , 68e   | Élu en 1920. Réélu en 1922. Perds sa renomination. |                   |
| Bolivar E. Kemp (en)            | Démocrate   | 4 mars 1925 - 19 juin 1933      | 69e - 73e   | Élu en 1924. Réélu en 1926. Réélu en 1928. Réélu en 1930. Réélu en 1932. Décès. |                   |
| Vacant                          | Vacant      | 19 juin 1933 - 1er mai 1934     | 73e         | |                   |
| Jared Y. Sanders Jr. (en)       | Démocrate   | 1er mai 1934 - 3 janvier 1937   | 73e , 74e   | Élu pour terminer le mandat de Kemp. Réélu en 1934. Perds sa renomination. |                   |
| John K. Griffith (en)           | Démocrate   | 3 janvier 1937 - 3 janvier 1941 | 75e , 76e   | Élu en 1936. Réélu en 1938. Perds sa renomination. |                   |
| Jared Y. Sanders Jr. (en)       | Démocrate   | 3 janvier 1941 - 3 janvier 1943 | 77e         | Élu en 1940. Perds a renomination. |                   |
| James H. Morrison (en)          | Démocrate   | 3 janvier 1943 - 3 janvier 1967 | 78e - 89e   | Élu en 1942. Réélu en 1944. Réélu en 1946. Réélu en 1948. Réélu en 1950. Réélu en 1952. Réélu en 1954. Réélu en 1956. Réélu en 1958. Réélu en 1960. Réélu en 1962. Réélu en 1964. Perds sa renomination.                                |                   |
| John Rarick (en)                | Démocrate   | 3 janvier 1967 - 3 janvier 1975 | 90e - 93e   | Élu en 1966. Réélu en 1968. Réélu en 1970. Réélu en 1972. Perds sa renomination. |                   |
| Henson Moore (en)               | Républicain | 3 janvier 1975 - 3 janvier 1987 | 94e - 99e   | Élu en 1974. Réélu en 1976. Réélu en 1978. Réélu en 1980. Réélu en 1982. Réélu en 1984. Retrait pour se présenter comme Sénateur des États-Unis.                                                                                        |                   |
| Richard Baker (en)              | Républicain | 3 janvier 1987 - 2 février 2008 | 100e - 110e | Élu en 1986. Réélu en 1988. Réélu en 1990. Réélu en 1992. Réélu en 1994. Réélu en 1996. Réélu en 1998. Réélu en 2000. Réélu en 2002. Réélu en 2004. Réélu en 2006. Démissionne pour devenir lobbyiste pour le Managed Funds Association |                   |
| Richard Baker (en)              | Républicain | 3 janvier 1987 - 2 février 2008 | 100e - 110e | Élu en 1986. Réélu en 1988. Réélu en 1990. Réélu en 1992. Réélu en 1994. Réélu en 1996. Réélu en 1998. Réélu en 2000. Réélu en 2002. Réélu en 2004. Réélu en 2006. Démissionne pour devenir lobbyiste pour le Managed Funds Association | 2003–2013         |
| Vacant                          | Vacant      | 2 février 2008 - 3 mai 2008     | 110e        | |                   |
| Don Cazayoux                    | Démocrate   | 3 mai 2008 - 3 janvier 2009     | 110e        | Élu pour terminer le mandat de Baker. Perds sa réélection. |                   |
| Bill Cassidy                    | Républicain | 3 janvier 2009 - 3 janvier 2015 | 111e - 113e | Élu en 2008. Réélu en 2010. Réélu en 2012. Retrait pour se présenter comme Sénateur des États-Unis. |                   |
| Bill Cassidy                    | Républicain | 3 janvier 2009 - 3 janvier 2015 | 111e - 113e | Élu en 2008. Réélu en 2010. Réélu en 2012. Retrait pour se présenter comme Sénateur des États-Unis. | 2013–2023         |
| Garret Graves                   | Républicain | 3 janvier 2015 - Présent        | 114e - 118e | Élu en 2014. Réélu en 2016. Réélu en 2018. Réélu en 2020. Réélu en 2022. |                   |
| Garret Graves                   | Républicain | 3 janvier 2015 - Présent        | 114e - 118e | Élu en 2014. Réélu en 2016. Réélu en 2018. Réélu en 2020. Réélu en 2022. | 2023–Présent      |

## Résultats des récentes élections
Voici les résultats des dix précédents cycles électoraux dans le district.

### 2004
| Élection de 2004 du 6e district congressionnel de Louisiane | Élection de 2004 du 6e district congressionnel de Louisiane | Élection de 2004 du 6e district congressionnel de Louisiane | Élection de 2004 du 6e district congressionnel de Louisiane | Élection de 2004 du 6e district congressionnel de Louisiane |
| ----------------------------------------------------------- | ----------------------------------------------------------- | ----------------------------------------------------------- | ----------------------------------------------------------- | ----------------------------------------------------------- |
| Parti                                                       | Parti                                                       | Candidat                                                    | Votes                                                       | %                                                           |
|                                                             | Républicain                                                 | Richard Baker (en) (sortant)                                | 188 980                                                     | 72,24                                                       |
|                                                             | Démocrate                                                   | Rufus Craig, Jr.                                            | 50 642                                                      | 19,36                                                       |
|                                                             | Démocrate                                                   | Edward « Scott » Galmon                                     | 21 987                                                      | 8,41                                                        |
| Total des votes                                             | Total des votes                                             | Total des votes                                             | 261 609                                                     | 100 %                                                       |
|                                                             | Les Républicains conservent                                 |                                                             |                                                             |                                                             |

### 2006
| Élection de 2006 du 6e district congressionnel de Louisiane | Élection de 2006 du 6e district congressionnel de Louisiane | Élection de 2006 du 6e district congressionnel de Louisiane | Élection de 2006 du 6e district congressionnel de Louisiane | Élection de 2006 du 6e district congressionnel de Louisiane |
| ----------------------------------------------------------- | ----------------------------------------------------------- | ----------------------------------------------------------- | ----------------------------------------------------------- | ----------------------------------------------------------- |
| Parti                                                       | Parti                                                       | Candidat                                                    | Votes                                                       | %                                                           |
|                                                             | Républicain                                                 | Richard Baker (en) (sortant)                                | 94 658                                                      | 82,81                                                       |
|                                                             | Libertarien                                                 | Richard Fontanesi                                           | 19 648                                                      | 17,19                                                       |
| Total des votes                                             | Total des votes                                             | Total des votes                                             | 114 306                                                     | 100 %                                                       |
|                                                             | Les Républicains conservent                                 |                                                             |                                                             |                                                             |

### 2008 (Spéciale)
| Élection Spéciale de 2008 du 6e district congressionnel de Louisiane | Élection Spéciale de 2008 du 6e district congressionnel de Louisiane | Élection Spéciale de 2008 du 6e district congressionnel de Louisiane | Élection Spéciale de 2008 du 6e district congressionnel de Louisiane | Élection Spéciale de 2008 du 6e district congressionnel de Louisiane |
| -------------------------------------------------------------------- | -------------------------------------------------------------------- | -------------------------------------------------------------------- | -------------------------------------------------------------------- | -------------------------------------------------------------------- |
| Parti                                                                | Parti                                                                | Candidat                                                             | Votes                                                                | %                                                                    |
|                                                                      | Démocrate                                                            | Don Cazayoux                                                         | 49 703                                                               | 49,20                                                                |
|                                                                      | Républicain                                                          | Woody Jenkins                                                        | 46 746                                                               | 46,78                                                                |
|                                                                      | Indépendant                                                          | Ashley Casey                                                         | 3 718                                                                | 3,68                                                                 |
|                                                                      | Indépendant                                                          | Peter J. Aranyosi                                                    | 448                                                                  | 0,44                                                                 |
|                                                                      | Constitution                                                         | Randall T. Hayes                                                     | 402                                                                  | 0,40                                                                 |
| Total des votes                                                      | Total des votes                                                      | Total des votes                                                      | 101 017                                                              | 100 %                                                                |
|                                                                      | Les Démocrates prennent aux Républicains                             |                                                                      |                                                                      |                                                                      |

### 2008 (Régulière)
| Élection de 2008 du 6e district congressionnel de Louisiane | Élection de 2008 du 6e district congressionnel de Louisiane | Élection de 2008 du 6e district congressionnel de Louisiane | Élection de 2008 du 6e district congressionnel de Louisiane | Élection de 2008 du 6e district congressionnel de Louisiane |
| ----------------------------------------------------------- | ----------------------------------------------------------- | ----------------------------------------------------------- | ----------------------------------------------------------- | ----------------------------------------------------------- |
| Parti                                                       | Parti                                                       | Candidat                                                    | Votes                                                       | %                                                           |
|                                                             | Républicain                                                 | Bill Cassidy                                                | 150 332                                                     | 48,12                                                       |
|                                                             | Démocrate                                                   | Don Cazayoux                                                | 125 886                                                     | 40,29                                                       |
|                                                             | Indépendant                                                 | Michael Jackson                                             | 36 198                                                      | 11,59                                                       |
| Total des votes                                             | Total des votes                                             | Total des votes                                             | 312 416                                                     | 100 %                                                       |
|                                                             | Les Républicains prennent aux Démocrates                    |                                                             |                                                             |                                                             |

### 2010
| Élection de 2010 du 6e district congressionnel de Louisiane | Élection de 2010 du 6e district congressionnel de Louisiane | Élection de 2010 du 6e district congressionnel de Louisiane | Élection de 2010 du 6e district congressionnel de Louisiane | Élection de 2010 du 6e district congressionnel de Louisiane |
| ----------------------------------------------------------- | ----------------------------------------------------------- | ----------------------------------------------------------- | ----------------------------------------------------------- | ----------------------------------------------------------- |
| Parti                                                       | Parti                                                       | Candidat                                                    | Votes                                                       | %                                                           |
|                                                             | Républicain                                                 | Bill Cassidy (sortant)                                      | 138 607                                                     | 65,63                                                       |
|                                                             | Démocrate                                                   | Merritt E. McDonald, Sr.                                    | 72 577                                                      | 34,37                                                       |
| Total des votes                                             | Total des votes                                             | Total des votes                                             | 211 184                                                     | 100 %                                                       |
|                                                             | Les Républicains conservent                                 |                                                             |                                                             |                                                             |

### 2012
| Élection de 2012 du 6e district congressionnel de Louisiane | Élection de 2012 du 6e district congressionnel de Louisiane | Élection de 2012 du 6e district congressionnel de Louisiane | Élection de 2012 du 6e district congressionnel de Louisiane | Élection de 2012 du 6e district congressionnel de Louisiane |
| ----------------------------------------------------------- | ----------------------------------------------------------- | ----------------------------------------------------------- | ----------------------------------------------------------- | ----------------------------------------------------------- |
| Parti                                                       | Parti                                                       | Candidat                                                    | Votes                                                       | %                                                           |
|                                                             | Républicain                                                 | Bill Cassidy (sortant)                                      | 243 553                                                     | 79,41                                                       |
|                                                             | Démocrate                                                   | Rufus Holt Craig, Jr.                                       | 32 185                                                      | 10,49                                                       |
|                                                             | Indépendant                                                 | Richard Torregano                                           | 30 975                                                      | 10,10                                                       |
| Total des votes                                             | Total des votes                                             | Total des votes                                             | 306 713                                                     | 100 %                                                       |
|                                                             | Les Républicains conservent                                 |                                                             |                                                             |                                                             |

### 2014
| Élection de 2014 du 6e district congressionnel de Louisiane | Élection de 2014 du 6e district congressionnel de Louisiane | Élection de 2014 du 6e district congressionnel de Louisiane | Élection de 2014 du 6e district congressionnel de Louisiane | Élection de 2014 du 6e district congressionnel de Louisiane |
| ----------------------------------------------------------- | ----------------------------------------------------------- | ----------------------------------------------------------- | ----------------------------------------------------------- | ----------------------------------------------------------- |
| Parti                                                       | Parti                                                       | Candidat                                                    | Votes                                                       | %                                                           |
|                                                             | Républicain                                                 | Garret Graves (sortant)                                     | 139 209                                                     | 62,4                                                        |
|                                                             | Démocrate                                                   | Edwin Edwards                                               | 83 781                                                      | 37,6                                                        |
| Total des votes                                             | Total des votes                                             | Total des votes                                             | 222 990                                                     | 100 %                                                       |
|                                                             | Les Républicains conservent                                 |                                                             |                                                             |                                                             |

### 2016
| Élection de 2016 du 6e district congressionnel de Louisiane | Élection de 2016 du 6e district congressionnel de Louisiane | Élection de 2016 du 6e district congressionnel de Louisiane | Élection de 2016 du 6e district congressionnel de Louisiane | Élection de 2016 du 6e district congressionnel de Louisiane |
| ----------------------------------------------------------- | ----------------------------------------------------------- | ----------------------------------------------------------- | ----------------------------------------------------------- | ----------------------------------------------------------- |
| Parti                                                       | Parti                                                       | Candidat                                                    | Votes                                                       | %                                                           |
|                                                             | Républicain                                                 | Garret Graves (sortant)                                     | 139 209                                                     | 62,4                                                        |
|                                                             | Démocrate                                                   | Richard Lieberman                                           | 49 380                                                      | 15,0                                                        |
|                                                             | Républicain                                                 | Robert Lamar « Bob » Bell                                   | 33 592                                                      | 10,0                                                        |
|                                                             | Démocrate                                                   | Jermaine Sampson                                            | 29 822                                                      | 9                                                           |
|                                                             | Libertarien                                                 | Richard M. Fontanesi                                        | 7 603                                                       | 2,0                                                         |
|                                                             | Autres                                                      | Devin Lance Graham                                          | 3 218                                                       | 1,0                                                         |
| Total des votes                                             | Total des votes                                             | Total des votes                                             | 331 098                                                     | 100 %                                                       |
|                                                             | Les Républicains conservent                                 |                                                             |                                                             |                                                             |

### 2018
| Élection de 2018 du 6e district congressionnel de Louisiane | Élection de 2018 du 6e district congressionnel de Louisiane | Élection de 2018 du 6e district congressionnel de Louisiane | Élection de 2018 du 6e district congressionnel de Louisiane | Élection de 2018 du 6e district congressionnel de Louisiane |
| ----------------------------------------------------------- | ----------------------------------------------------------- | ----------------------------------------------------------- | ----------------------------------------------------------- | ----------------------------------------------------------- |
| Parti                                                       | Parti                                                       | Candidat                                                    | Votes                                                       | %                                                           |
|                                                             | Républicain                                                 | Garret Graves (sortant)                                     | 186 553                                                     | 69,5                                                        |
|                                                             | Démocrate                                                   | Justin DeWitt                                               | 55 089                                                      | 20,5                                                        |
|                                                             | Démocrate                                                   | Andie Saizan                                                | 21 627                                                      | 8,1                                                         |
|                                                             | Autres                                                      | Devin Lance Graham                                          | 5 256                                                       | 2,0                                                         |
| Total des votes                                             | Total des votes                                             | Total des votes                                             | 268 525                                                     | 100 %                                                       |
|                                                             | Les Républicains conservent                                 |                                                             |                                                             |                                                             |

### 2020
| Élection de 2020 du 6e district congressionnel de Louisiane | Élection de 2020 du 6e district congressionnel de Louisiane | Élection de 2020 du 6e district congressionnel de Louisiane | Élection de 2020 du 6e district congressionnel de Louisiane | Élection de 2020 du 6e district congressionnel de Louisiane |
| ----------------------------------------------------------- | ----------------------------------------------------------- | ----------------------------------------------------------- | ----------------------------------------------------------- | ----------------------------------------------------------- |
| Parti                                                       | Parti                                                       | Candidat                                                    | Votes                                                       | %                                                           |
|                                                             | Républicain                                                 | Garret Graves (sortant)                                     | 265 706                                                     | 71,05                                                       |
|                                                             | Démocrate                                                   | Dartanyon Williams                                          | 95 541                                                      | 25,55                                                       |
|                                                             | Libertarien                                                 | Shannon Sloan                                               | 9 732                                                       | 2,60                                                        |
|                                                             | Indépendant                                                 | Richard Torregano                                           | 3 017                                                       | 0,81                                                        |
| Total des votes                                             | Total des votes                                             | Total des votes                                             | 373 996                                                     | 100 %                                                       |
|                                                             | Les Républicains conservent                                 |                                                             |                                                             |                                                             |

### 2022
| Élection de 2022 du 6e district congressionnel de Louisiane | Élection de 2022 du 6e district congressionnel de Louisiane | Élection de 2022 du 6e district congressionnel de Louisiane | Élection de 2022 du 6e district congressionnel de Louisiane | Élection de 2022 du 6e district congressionnel de Louisiane |
| ----------------------------------------------------------- | ----------------------------------------------------------- | ----------------------------------------------------------- | ----------------------------------------------------------- | ----------------------------------------------------------- |
| Parti                                                       | Parti                                                       | Candidat                                                    | Votes                                                       | %                                                           |
|                                                             | Républicain                                                 | Garret Graves (sortant)                                     | 189 684                                                     | 80,4                                                        |
|                                                             | Libertarien                                                 | Rufus Holt Craig                                            | 30 709                                                      | 13,0                                                        |
|                                                             | Républicain                                                 | Brian Belzer                                                | 15 535                                                      | 6,6                                                         |
| Total des votes                                             | Total des votes                                             | Total des votes                                             | 235 928                                                     | 100 %                                                       |
|                                                             | Les Républicains conservent                                 |                                                             |                                                             |                                                             |

### 2024
| Élection de 2024 du 6e district congressionnel de Louisiane | Élection de 2024 du 6e district congressionnel de Louisiane | Élection de 2024 du 6e district congressionnel de Louisiane | Élection de 2024 du 6e district congressionnel de Louisiane | Élection de 2024 du 6e district congressionnel de Louisiane |
| ----------------------------------------------------------- | ----------------------------------------------------------- | ----------------------------------------------------------- | ----------------------------------------------------------- | ----------------------------------------------------------- |
| Parti                                                       | Parti                                                       | Candidat                                                    | Votes                                                       | %                                                           |
|                                                             | Démocrate                                                   | Cleo Fields                                                 | 150 323                                                     | 50,8                                                        |
|                                                             | Républicain                                                 | Elbert Guillory                                             | 111 737                                                     | 37,7                                                        |
|                                                             | Démocrate                                                   | Quentin Anthony Anderson                                    | 23 811                                                      | 8,0                                                         |
|                                                             | Démocrate                                                   | Peter Williams                                              | 6252                                                        | 2,1                                                         |
|                                                             | Démocrate                                                   | Wilken Jones Jr.                                            | 3910                                                        | 1,3                                                         |
| Total des votes                                             | Total des votes                                             | Total des votes                                             | 296 033                                                     | 100 %                                                       |
|                                                             | Les Démocrates prennent aux Républicains                    |                                                             |                                                             |                                                             |